# AGS JH24
L'AGS JH23 è una vettura di Formula 1 realizzata dal team francese per partecipare al Campionato mondiale di Formula 1 1989 e utilizzata anche per il Campionato mondiale di Formula 1 1990.

## Stagione
La stagione 1989 di Automobiles Gonfaronnaises Sportives (AGS) fu segnata da dramma, cambiamenti e continue difficoltà tecniche.
La squadra francese si preparava ad affrontare il nuovo campionato con il pilota di punta Philippe Streiff e la monoposto JH23B, evoluzione del modello dell’anno precedente, dotata di motore Ford Cosworth DFR V8 aspirato e gomme Goodyear. L’obiettivo era modesto: conquistare qualche punto e, soprattutto, mantenere la stabilità tecnica.
Ma tutto cambiò ancor prima che iniziasse la stagione. Durante un test privato a Rio de Janeiro, Streiff fu vittima di un gravissimo incidente che lo lasciò tetraplegico. Il colpo fu devastante per l’intero team, che perse non solo il suo pilota principale, ma anche un leader carismatico all’interno del box.
Per sostituirlo, AGS chiamò l’italiano Gabriele Tarquini, noto per il suo talento nel cavare il massimo anche da vetture modeste. Come secondo pilota, il team schierò il francese Yannick Dalmas.
Sul fronte tecnico, l’inizio di stagione vide in pista la JH23B, ma presto fu introdotta la nuova JH24, progettata da Claude Galopin. Nonostante un telaio in fibra di carbonio e un design aggiornato, la vettura si dimostrò subito poco competitiva, soprattutto contro i turbo ancora in circolazione e le squadre di fascia media in rapida crescita.
Il momento di gloria arrivò al Gran Premio del Messico: in una gara condizionata da vari ritiri e incidenti, Tarquini riuscì a tenere la vettura in pista e portarla fino al 6º posto, conquistando così l’unico punto mondiale di AGS nella stagione.
Dopo quella impresa, però, la situazione peggiorò. Le prestazioni della JH24 non migliorarono e il team si trovò sempre più spesso intrappolato nel girone delle pre-qualifiche, con poche possibilità di accedere alle gare della domenica. Tarquini, pur combattendo con tenacia, raramente riuscì a qualificarsi, mentre Dalmas non trovò mai il passo per portare risultati significativi.
Il 1989 si concluse con AGS al 15º posto nella classifica costruttori, a pari merito con Larrousse, ma con un solo punto conquistato. Quell’anno rimase nella memoria più per la tragedia di Streiff e per la resistenza di un piccolo team contro avversità enormi che per i risultati sportivi.

## Risultati
| Anno | Vettura      | Motore   | Gomme | Piloti     |     |     |     |     |     |     |     |     |     |     |     |     |     |     |     |     | Punti | Pos. |
| ---- | ------------ | -------- | ----- | ---------- | --- | --- | --- | --- | --- | --- | --- | --- | --- | --- | --- | --- | --- | --- | --- | --- | ----- | ---- |
| 1989 | JH23B e JH24 | Ford DFR | G     | Streiff    | WD  |     |     |     |     |     |     |     |     |     |     |     |     |     |     |     | 1     | 15º  |
| 1989 | JH23B e JH24 | Ford DFR | G     | Tarquini   |     | 8   | Rit | 6   | 7   | Rit | Rit | NQ  | NPQ | NPQ | NPQ | NPQ | NPQ | NPQ | NPQ | NPQ | 1     | 15º  |
| 1989 | JH23B e JH24 | Ford DFR | G     | Winkelhock | NPQ | NPQ | NPQ | NPQ | NPQ | NPQ | NPQ |     |     |     |     |     |     |     |     |     | 1     | 15º  |
| 1989 | JH23B e JH24 | Ford DFR | G     | Dalmas     |     |     |     |     |     |     |     | NPQ | NPQ | NPQ | NPQ | NPQ | NPQ | NPQ | NPQ | NPQ | 1     | 15º  |